# Catharine MacKinnon
Catharine Alice MacKinnon é uma jurista e ativista feminista estadunidense, nascida em 7 de outubro de 1946. Ela é professora de direito. É membro da Academia de Artes e Ciências dos Estados Unidos.

## Biografia
Na esteira do feminismo radical, ela publicou em 1979 um relatório sobre o assédio sexual, Assédio Sexual de Mulheres no Trabalho  Um Caso de Discriminação em razão do Sexo. Baseou-se nos casos reconhecidos a partir de uma lei sobre o tema em 1964. Sua definição de assédio sexual esteve na origem da legislação sobre o assunto nos Estados Unidos, como reconhecido pelo Suprema Corte, em 1986.
Em 1983, Catharine MacKinnon começou a lutar contra a pornografia, a partir de bases legais, numa parceria com Andrea Dworkin. Ambas escreveram uma portaria sobre direitos civis contra pornografia, que pretendeu banir a pornografia como uma violação dos direitos das mulheres, comparando-a a uma forma de discurso de ódio. Rejeitada nos Estados Unidos, esse texto serviu, no entanto, como referência para a tomada de decisões Suprema Corte do Canadá, em 1992, sobre a censura da pornografia. MacKinnon, em seguida, publicou com Andrea Dworkin In Harm’s Way: The Pornography Civil Rights Hearings (1997).
Pesquisadoras feministas e queer foram críticas às teorias de MacKinnon e Dworkin, mostrando que a repressão atinge, eventualmente, as minorias (como o BDSM e as lésbicas). Judith Butler, que defendeu a liberdade de expressão em Excitable Speech, ou Donna Haraway, por exemplo, criticaram as posições de MacKinnon.
Em 1987, MacKinnon publicou Feminism Unmodified: Discourses on Life and Law e uma tese de ciência política na Universidade de Yale, Toward a Feminist Theory of the State (1989). Com Only Words em 1993, ela voltou à temática dos impactos negativos dos insultos e da linguagem sexista.
Desde 2004, ela leciona direito na Universidade de Michigan e é professora visitante na Universidade de Chicago.